# Selección de fútbol de salón de Colombia
- No confundir con Selección de fútbol sala de Colombia que compite en los torneos de la FIFA.

La Selección de Fútbol de Salón de Colombia es el equipo encargado de representar al país en las competiciones oficiales de fútbol de salón, también conocido como Futsal. En Colombia, existen dos organizaciones encargadas de gestionar este deporte. La primera es la Federación Colombiana de Fútbol de Salón (FCFS) entidad afiliada y reconocida por la Asociación Mundial de Futsal (AMF), la Confederación Panamericana de Futsal (PANAFUTSAL). La segunda organización es la Asociación Colombiana de Clubes de Fútbol de Salón (ACFS) esta organización, que incluye la palabra "clubes" en su nombre para evitar conflictos con la FCFS, está afiliada a la Federación Internacional de Fútbol de Salón (FIFUSA). Aunque la ACFS juega un papel importante a nivel nacional, y no tiene reconocimiento para representar a Colombia en competencias internacionales, ya ha presentado seleccionados nacionales en torneos mundiales organizados por la FIFUSA. 
La Selección ha tenido una destacada participación en el Mundial de Fútbol de Salón, con un total de nueve ediciones disputadas. En estas competiciones, el equipo colombiano ha logrado tres títulos mundiales: en Bolivia 2000, Colombia 2011 y Bielorrusia 2015. Además, ha obtenido dos subcampeonatos en Argentina 1994 y Paraguay 2003. También se destaca la obtención de la medalla de oro lograda en los Juegos Mundiales de Cali 2013. En 2024, la representation dirigida por la ACFS logró conquistar el título mundial del nuevo certamen FIFUSA, celebrado en calidad de anfitrión en el Coliseo Bicentenario Alejandro Galvis Ramírez de Bucaramanga.
A nivel continental obtuvo dos títulos del extinto Campeonato Panamericano de Fútbol de Salón, logrados en 1990 y 1993 y en 2014 su primer título en el Campeonato Sudamericano de Fútbol de Salón, con ese último título Colombia se convirtió en el primer país dentro del salonismo, y único hasta ahora, en ganar todas las competencias posibles en la categoría mayores organizadas por la AMF (antes FIFUSA), la Panafutsal y la CSFS.
Dentro de la práctica del deporte, Colombia también ha gozado de un éxito importante en las categorías juveniles. Ha logrado dos títulos en el Mundial Sub-17 en 2016 y 2024 destacándose como una de las principales potencias en esta categoría. Mientras que en  Mundial Sub-20 alcanzando el título en 2024. Sin embargo, aún tiene algunas asignaturas pendientes en otras categorías. En el Mundial Sub-15, Colombia logró el subcampeonato en la primera edición, celebrada en 2021, y en el Mundial Sub-13, obtuvo el tercer lugar en la primera edición en 2019.
La gran cantidad de logros de Colombia en los últimos años en esta disciplina se debe en gran parte a la destacada gestión de Fedefutsal y al hecho que desde 2009 cuenta con su propio certamen profesional, siendo uno de los más competitivos e importantes del continente y que permite el desarrollo del fútbol de salón o futsal AMF en el país, además de la participación activa de los miembros de la selección mayor y juvenil.

## Historia del fútbol de salón en Colombia
En Colombia el fútbol de salón es uno de los deportes más importantes a nivel nacional debido a la popularidad del llamado microfutbol que se practica en todo el país particularmente en el interior donde se estructuró en los años 1970.
La selección tuvo su primera participación internacional destacada en el Sudamericano de 1977 donde ocupó el tercer lugar. En esa época era dirigida por Luis Augusto García. En 1982, Colombia tuvo su primera participación en el Mundial FIFUSA de Brasil, bajo la conducción técnica de Gonzalo Guzmán. En este torneo, la primera competencia mundial de fútbol de salón, el combinado cafetero alcanzó las semifinales luego de vencer a Japón 5-0 y a Holanda 5-2, para luego caer en la disputa del tercer puesto con Uruguay.
La selección sudamericana no participó en los Mundiales de España 1985 ni de Australia 1988. Sin embargo, logró un nuevo cuarto lugar en el Panamericano de Brasil de la mano del joven goleador Tomás Salas García y el DT Álvaro Guevara1984.
En la década de 1990, Colombia logra sus primeros títulos continentales y las primeras actuaciones destacadas en los Mundiales FIFUSA, teniendo como figura importante a Giovanny Hernández Galván, considerado hasta su retiro como el mejor jugador del mundo en la disciplina. En 1990, organizó y ganó de manera invicta el III Panamericano disputado en Santa Fe de Bogotá, derrotando en la ronda final a Paraguay, Venezuela y Bolivia, con Jaime Azza como goleador del certamen y dirigida por Diego Morales (posterior impulsor del fútbol sala FIFA en Colombia). La base de jugadores de este certamen permitió revalidar el título en 1993 contra Bolivia en La Paz. Al año siguiente, el combinado tricolor es subcampeón mundial en Argentina 1994 perdiendo la final con el seleccionado local, siendo destacada como una de las mejores en cuanto a juego durante el torneo.
En Bolivia 2000, obtiene su primer título orbital de microfútbol venciendo en penaltis a la selección anfitriona, consagrando como goleador al entonces juvenil Jhon Pinilla en el último mundial que organizó FIFUSA. Durante este certamen, Colombia exhibió su mejor presentación eliminando contrincantes muy duros como Brasil y Argentina. En los dos mundiales siguientes, ya estructurados por la AMF, logró el subcampeonato en Paraguay 2003 y el tercer lugar en Argentina 2007.
Para 2011, Colombia organizaría con éxito el X Mundial de Fútbol de Salón logrando por segunda vez en la historia el título en una de las mejores finales que se han visto ante Paraguay, entonces campeón reinante de la disciplina, por 8-2. En el camino al título, el equipo sudamericano dejó en el camino a Ecuador (14-0), Bielorrusia (11-0) y Nueva Zelanda (8-0) en la primera fase; en cuartos elimina a Venezuela (4-2) y en semifinales a Argentina (3-2), consolidando a Jhon Pinilla como el mejor jugador de torneo y el máximo goleador con 17 anotaciones. De igual forma, Edgar Gualdron y Carlos Santofimio fueron considerados los mejores arqueros del torneo con solo 6 goles en todo el torneo. Dos años más tarde, Colombia obtendría otro título importante en el primer Torneo de Exhibición en los Juegos Mundiales de 2013 de nuevo como anfitrión, dejando a Camilo Gómez (quien posteriormente pasara a jugar fútbol sala FIFA) como el máximo goleador del torneo con 10 tantos. A esto se suma la obtención del primer título Sudamericano en diciembre de 2014, de nuevo con Pinilla como máxima figura y goleador del torneo, además de servir como apoyo para la promoción de varios juveniles que se destacaron en el torneo.
En 2014 en Concepción, Chile, Colombia participó en el mundial sub-20. Integró el grupo A con las selecciones de Chile, Curazao e India. Sus resultados fueron victorias de 30-0 ante India, 5-1 ante Chile y 0-4 ante Curazao, quedando primera del grupo. Por los cuartos de final, derrotó 6-0 a Cataluña. En las semifinales fue derrotado por la selección paraguaya por un marcador de 3-1. Por el tercer puesto venció de nuevo al anfitrión por 6-0.
En 2015 la Selección revalida todos sus éxitos con el segundo triunfo mundial consecutivo y el tercero en la historia, venciendo de nuevo a Paraguay por goleada de 4-0. Este es un hecho realmente destacado ya que el torneo se disputó después de muchos años en suelo europeo, siendo Bielorrusia el organizador. De esta forma, se ratificó al país cafetero como auténtico líder mundial en fútbol de salón. En el camino al título derrotaron a Venezuela (5-0) en el debut; a la República Checa 4-1; y en el cierre de la primera fase, ya clasificado a Curazao por un aplastante 10-2; en cuartos de final derrota a Rusia 5-3 y en semifinales a la sorpresa del torneo, la selección de Bélgica.
En 2016 la selección consiguió ser campeón del mundial sub-17 en Paraguay. Integró el Grupo B con Bélgica, Brasil y Australia. Goleo a Australia 7-0 y a Bélgica por 4-1. En la última fecha empató 2-2 ante Brasil, quedando como líder del grupo B con 5 puntos. En cuartos de final, Colombia goleó a Uruguay por 4-0. Después de esto se decidió hacer un cuadrangular final entre los equipos clasificados. Paraguay, Argentina, Colombia y Kazajistán. Empezó con una victoria por 2-0 ante Kazajistán. Después la selección de Colombia empató 2-2 frente a Argentina y finalmente venció al anfitrión Paraguay por un marcador de 5-3 coronándose campeón del certamen.

## Estadísticas AMF

### Mundial FIFUSA/AMF
Resultado general: 2°
| Año              | Ronda            | Posición     | PJ           | PG           | PE           | PP           | GF           | GC           | Dif          |
| ---------------- | ---------------- | ------------ | ------------ | ------------ | ------------ | ------------ | ------------ | ------------ | ------------ |
| Brasil 1982      | Semifinales      | 4.to Puesto  | 6            | 2            | 1            | 3            | 15           | 13           | +2           |
| España 1985      | No clasificó     | No clasificó | No clasificó | No clasificó | No clasificó | No clasificó | No clasificó | No clasificó | No clasificó |
| Australia 1988   | No clasificó     | No clasificó | No clasificó | No clasificó | No clasificó | No clasificó | No clasificó | No clasificó | No clasificó |
| Italia 1991      | Segunda Fase     | 9.no Puesto  | 6            | 5            | 0            | 1            | 52           | 13           | +39          |
| Argentina 1994   | Final            | Subcampeón   | 9            | 6            | 2            | 1            | 47           | 15           | +32          |
| México 1997      | Cuartos de final | 5.to Puesto  | 6            | 4            | 1            | 1            | 40           | 10           | +30          |
| Bolivia 2000     | Final            | Campeón      | 8            | 6            | 1            | 1            | 39           | 13           | +26          |
| Paraguay 2003    | Final            | Subcampeón   | 7            | 5            | 1            | 1            | 40           | 19           | +21          |
| Argentina 2007   | Semifinal        | 3.er Puesto  | 6            | 5            | 0            | 1            | 40           | 18           | +22          |
| Colombia 2011    | Final            | Campeón      | 6            | 6            | 0            | 0            | 48           | 6            | +34          |
| Bielorrusia 2015 | Final            | Campeón      | 6            | 6            | 0            | 0            | 34           | 6            | +28          |
| Argentina 2019   | Cuartos de final | 5.to Puesto  | 5            | 4            | 0            | 1            | 30           | 6            | +24          |
| México 2023      | Semifinales      | 3.er Puesto  | 6            | 5            | 1            | 0            | 41           | 4            | +37          |
| 2027             | Por definir      | Por definir  | Por definir  | Por definir  | Por definir  | Por definir  | Por definir  | Por definir  | Por definir  |

- Colombia y  Brasil expresaron su interés en organizar este mundial.

- La candidatura de  Brasil pierde fuerza debido a que ya la FNFBR (Federación Nacional de Futsal de Brasil) afiliada a la AMF realizará un mundial de categoría sub-13 en septiembre de 2025 y la CFSB (Confederación de Fútbol de Salón de Brasil) afiliada a la FIFUSA organizará en 2027 el mundial de categoría absoluta masculina.

### Juegos Mundiales
| Año       | Ronda | Posición       | PJ | PG | PE | PP | GF | GC | Dif |
| --------- | ----- | -------------- | -- | -- | -- | -- | -- | -- | --- |
| Cali 2013 | Final | Medalla de Oro | 5  | 4  | 1  | 0  | 31 | 9  | +22 |

### Campeonato Panamericano
| Año           | Ronda        | Posición      |
| ------------- | ------------ | ------------- |
| México 1980   | No participó | No participó  |
| Brasil 1984   | Semifinal    | Tercer puesto |
| Colombia 1990 | Final        | Campeón       |
| Bolivia 1993  | Final        | Campeón       |
| Colombia 1996 | Final        | Subcampeón    |
| Paraguay 1999 | Semifinal    | Tercer puesto |

### Campeonato Sudamericano
| Año            | Ronda       | Posición      |
| -------------- | ----------- | ------------- |
| Paraguay 1965  | _           | No Participó  |
| Paraguay 1969  | _           | No Participó  |
| Brasil 1971    | _           | No Participó  |
| Uruguay 1973   | _           | No Participó  |
| Argentina 1975 | _           | No Participó  |
| Uruguay 1976   | _           | No Participó  |
| Brasil 1977    | Semifinal   | Tercer puesto |
| Colombia 1979  | Ronda Única | 5.º Lugar     |
| Uruguay 1983   | _           | No Participó  |
| Argentina 1986 | Ronda Única | 7.º Lugar     |
| Brasil 1989    | _           | No Participó  |
| Uruguay 1992   | Ronda Única | 5.º Lugar     |
| Ecuador 1998   | Final       | Subcampeón    |
| Colombia 2014  | Final       | Campeón       |

## Categoría femenina AMF

### Mundial Femenino AMF
Resultado general: 1°
| Año           | Ronda         | Posición      | PJ            | PG            | PE            | PP            | GF            | GC            | Dif           |
| ------------- | ------------- | ------------- | ------------- | ------------- | ------------- | ------------- | ------------- | ------------- | ------------- |
| Cataluña 2008 | Semifinal     | 3.er puesto   | 5             | 3             | 2             | 0             | 17            | 10            | +7            |
| Colombia 2013 | Final         | Campeón       | 6             | 6             | 0             | 0             | 48            | 2             | +46           |
| Cataluña 2017 | Semifinal     | 3.er puesto   | 5             | 4             | 0             | 1             | 39            | 8             | +31           |
| Colombia 2022 | Final         | Campeón       | 6             | 6             | 0             | 0             | 55            | 0             | +55           |
| 2026          | Por definirse | Por definirse | Por definirse | Por definirse | Por definirse | Por definirse | Por definirse | Por definirse | Por definirse |

- En el mes de noviembre de 2025 se dará a conocer la sede del mundial femenino de 2026 junto con la cantidad de equipos participantes.

## Categoría juveniles AMF

### Mundial Sub-20
Resultado general: 2°
| Año           | Ronda            | Posición      | PJ            | PG            | PE            | PP            | GF            | GC            | Dif           |
| ------------- | ---------------- | ------------- | ------------- | ------------- | ------------- | ------------- | ------------- | ------------- | ------------- |
| Chile 2014    | Semifinal        | 3.er puesto   | 6             | 5             | 0             | 1             | 45            | 4             | +41           |
| Colombia 2018 | Cuartos de final | 5.to puesto   | 5             | 4             | 0             | 1             | 45            | 6             | +39           |
| Cataluña 2024 | Final            | Campeón       | 6             | 5             | 1             | 0             | 33            | 6             | +27           |
| 2028          | Por definirse    | Por definirse | Por definirse | Por definirse | Por definirse | Por definirse | Por definirse | Por definirse | Por definirse |

### Mundial Sub-17
Resultado general: 1°
| Año           | Ronda         | Posición      | PJ            | PG            | PE            | PP            | GF            | GC            | Dif           |
| ------------- | ------------- | ------------- | ------------- | ------------- | ------------- | ------------- | ------------- | ------------- | ------------- |
| Paraguay 2016 | Final         | Campeón       | 7             | 5             | 2             | 0             | 26            | 8             | +18           |
| Paraguay 2024 | Final         | Campeón       | 6             | 6             | 0             | 0             | 38            | 8             | +30           |
| 2028          | Por definirse | Por definirse | Por definirse | Por definirse | Por definirse | Por definirse | Por definirse | Por definirse | Por definirse |

### Mundial Sub-15
Resultado general: 3°
| Año           | Ronda         | Posición      | PJ            | PG            | PE            | PP            | GF            | GC            | Dif           |
| ------------- | ------------- | ------------- | ------------- | ------------- | ------------- | ------------- | ------------- | ------------- | ------------- |
| Paraguay 2021 | Final         | Subcampeón    | 6             | 3             | 2             | 1             | 60            | 16            | +44           |
| 2025          | Por definirse | Por definirse | Por definirse | Por definirse | Por definirse | Por definirse | Por definirse | Por definirse | Por definirse |

- Ecuador
- México

- Estos equipos son candidatos para el mundial Sub-15.
- Hay una alta probabilidad de que el torneo se postergue para el 2026 por temas de calendario debido al mundial de clubes de futsal en Colombia que se jugó en mayo y el mundial de futsal Sub-13 que se disputará en septiembre.

### Mundial Sub-13
Resultado general: 8°
| Año           | Ronda       | Posición    | PJ          | PG          | PE          | PP          | GF          | GC          | Dif         |
| ------------- | ----------- | ----------- | ----------- | ----------- | ----------- | ----------- | ----------- | ----------- | ----------- |
| Cataluña 2019 | Semifinal   | 3.er puesto | 6           | 3           | 0           | 3           | 22          | 34          | -12         |
| Brasil 2025   | Clasificado | Clasificado | Clasificado | Clasificado | Clasificado | Clasificado | Clasificado | Clasificado | Clasificado |

## Estadísticas FIFUSA
Nota : Se toman en cuenta estas estadísticas de FIFUSA aparte; separadas y desligadas de su antecesora.

### Mundial futsal FIFUSA
Resultado general: 1°
| Año           | Ronda         | Posición      | PJ            | PG            | PE            | PP            | GF            | GC            | Dif           |
| ------------- | ------------- | ------------- | ------------- | ------------- | ------------- | ------------- | ------------- | ------------- | ------------- |
| Colombia 2024 | Final         | Campeón       | 8             | 8             | 0             | 0             | 49            | 4             | +45           |
| Brasil 2027   | Por definirse | Por definirse | Por definirse | Por definirse | Por definirse | Por definirse | Por definirse | Por definirse | Por definirse |

- Brasil fue escogida como sede del mundial por la FIFUSA ya que tienen planes de organizar tres torneos de gran categoría en Brasil: El Mundial Masculino y una Copa América a nivel de selecciones junto a una Copa Intercontinental de Clubes.

### Mundial Femenino FIFUSA
Resultado general: 3°
| Año            | Ronda         | Posición      | PJ            | PG            | PE            | PP            | GF            | GC            | Dif           |
| -------------- | ------------- | ------------- | ------------- | ------------- | ------------- | ------------- | ------------- | ------------- | ------------- |
| Argentina 2023 | Semifinal     | 3.er Puesto   | 6             | 5             | 0             | 1             | 23            | 15            | +8            |
| México 2026    | Por definirse | Por definirse | Por definirse | Por definirse | Por definirse | Por definirse | Por definirse | Por definirse | Por definirse |

### Mundial Sub-20 FIFUSA
Resultado general: 3°
| Año            | Ronda         | Posición      | PJ            | PG            | PE            | PP            | GF            | GC            | Dif           |
| -------------- | ------------- | ------------- | ------------- | ------------- | ------------- | ------------- | ------------- | ------------- | ------------- |
| Argentina 2024 | Semifinal     | 3.er puesto   | 6             | 2             | 2             | 2             | 15            | 9             | +6            |
| 2028           | Por definirse | Por definirse | Por definirse | Por definirse | Por definirse | Por definirse | Por definirse | Por definirse | Por definirse |

### Mundial Sub-18 FIFUSA
Resultado general: ?°
| Año          | Ronda       | Posición    | PJ          | PG          | PE          | PP          | GF          | GC          | Dif         |
| ------------ | ----------- | ----------- | ----------- | ----------- | ----------- | ----------- | ----------- | ----------- | ----------- |
| Ecuador 2025 | Clasificado | Clasificado | Clasificado | Clasificado | Clasificado | Clasificado | Clasificado | Clasificado | Clasificado |

## Palmarés

### Torneos oficiales

#### Selección masculina AMF
| Competición            | Campeón              | Subcampeón     | Tercer lugar   | Cuarto lugar | Selección |
| ---------------------- | -------------------- | -------------- | -------------- | ------------ | --------- |
| Campeonato Mundial     | 3 (2000, 2011, 2015) | 2 (1994, 2003) | 2 (2007, 2023) | 1 (1982)     | Absoluta  |
| Juegos Mundiales       | 1 (2013)             |                |                |              | Absoluta  |
| Sudamericano de Futsal | 1 (2014)             | 1 (1998)       | 1 (1977)       |              | Absoluta  |
| Panamericano de Futsal | 2 (1990, 1993)       | 1 (1996)       | 2 (1984, 1999) |              | Absoluta  |

#### Selecciones juveniles AMF
| Competición          | Campeón        | Subcampeón | Tercer lugar | Cuarto lugar | Selección |
| -------------------- | -------------- | ---------- | ------------ | ------------ | --------- |
| Mundial Sub-20       | 1 (2024)       |            | 1 (2014)     |              | Sub-20    |
| Mundial Sub-17       | 2 (2016, 2024) |            |              |              | Sub-17    |
| Mundial Sub-15       |                | 1 (2021)   |              |              | Sub-15    |
| Mundial Sub-13       |                |            | 1 (2019)     |              | Sub-13    |
| Sudamericano Juvenil | 1 (1998)       | 1 (2011)   |              |              | Sub-20    |

#### Selección femenina AMF
| Competición           | Campeón        | Subcampeón | Tercer lugar   | Cuarto lugar | Selección |
| --------------------- | -------------- | ---------- | -------------- | ------------ | --------- |
| Mundial Femenino      | 2 (2013, 2022) |            | 2 (2008, 2017) |              | Femenina  |
| Sudamericano Femenino | 1 (2017)       | 1 (2015)   |                |              | Femenina  |

#### Otros torneos oficiales AMF
- Copa Premundial Acord 60 Años: 2010[23]
- Torneo Internacional de Fútbol de Salón (Nueva Jersey): 2011[24][25]
- Grand Prix Internacional de Futsal (Deerfield): 2011[26]

#### Selección masculina FIFUSA
| Competición        | Campeón  | Subcampeón | Tercer lugar | Cuarto lugar | Selección |  |
| ------------------ | -------- | ---------- | ------------ | ------------ | --------- |  |
| Campeonato Mundial | 1 (2024) |            |              |              | Masculino |  |

#### Selección femenina FIFUSA
| Competición             | Campeón | Subcampeón | Tercer lugar | Cuarto lugar | Selección |  |
| ----------------------- | ------- | ---------- | ------------ | ------------ | --------- |  |
| Mundial Femenino FIFUSA |         |            | 1 (2023)     |              | Femenina  |  |

#### Selecciones juveniles FIFUSA
| Competición           | Campeón | Subcampeón | Tercer lugar | Cuarto lugar | Selección |
| --------------------- | ------- | ---------- | ------------ | ------------ | --------- |
| Mundial FIFUSA Sub-20 |         |            | 1 (2024)     |              | Sub-20    |